# George Ahlgren
George Lewis Ahlgren (ur. 16 sierpnia 1928 w San Diego, zm. 30 grudnia 1951 w okolicach Armer Mountain) – amerykański wioślarz, złoty medalista olimpijski
Wystąpił na igrzyskach olimpijskich w Londynie w 1948 roku, gdzie osada USA w składzie: Ian Turner, Dave Turner, Jim Hardy, George Ahlgren, Lloyd Butler, Dave Brown, Justus Smith, John Stack i Ralph Purchase (sternik) wywalczyła złoty medal w ósemkach. W finale o 10,2 sekundy pokonali Brytyjczyków, a o 13,6 sekundy wyprzedzili Norwegów. Był to jego jedyny start olimpijski.
Kształcił się na Uniwersytecie Kalifornijskim w Berkeley. Po zakończeniu edukacji wstąpił do United States Air Force. Zginął w katastrofie samolotu w Arizonie.